# Усть-Ламенка (Новосибірська область)
Усть-Ламенка (рос. Усть-Ламенка) — село у Венгеровському районі Новосибірської області Російської Федерації.
Входить до складу муніципального утворення Усть-Ламенська сільрада. Населення становить 338 осіб (2010).

## Історія
Згідно із законом від 2 червня 2004 року органом місцевого самоврядування є Усть-Ламенська сільрада.

## Населення
| 2002 | 2007 | 2010 |
| ---- | ---- | ---- |
| 418  | ↘406 | ↘338 |